# 1885
| [ Edytuj tabelę ]              | |
| Król Polski (tytularny)        | - 1881 Aleksander III Romanow 1894                                                                                                 |
| Emir Afganistanu               | - 1880 Abdur Rahman Chan 1901 |
| Współksiążęta Andory           | - 1879 Salvador Casañas i Pagès 1901 - 1879 Jules Grévy 1887                                                                       |
| Prezydent Argentyny            | - 1880 gen. Julio Argentino Roca 1886                                                                                              |
| Cesarz Austrii                 | - 1848 Franciszek Józef I 1916 |
| Król Bawarii                   | - 1864 Ludwik II 1886 |
| Król Belgów                    | - 1865 Leopold II 1909 |
| Premier Belgii                 | - 1884 Auguste Beernaert 1894 |
| Prezydent Boliwii              | - 1884 Gregorio Pacheco 1888 |
| Cesarz Brazylii                | - 1831 Pedro II 1889 |
| Sułtan Brunei                  | - 1852 Abdul Momin 1885 - 1885 Hashim Jalilul Alam Aqamaddin 1906                                                                  |
| Car Bułgarii                   | - 1879 Aleksander I Battenberg 1886                                                                                                |
| Premier Bułgarii               | - 1884 Petko Karawełow 1886 |
| Prezydent Chile                | - 1881 Domingo Santa María 1886 |
| Cesarz Chin                    | - 1875 Guangxu 1908 |
| Premier Czarnogóry             | - 1879 Božo Petrović-Njegoš 1905                                                                                                   |
| Król Czech                     | - 1848 Franciszek Józef I 1916 |
| Król Danii                     | - 1863 Chrystian IX 1906 |
| Premier Danii                  | - 1875 Jacob Brønnum Scavenius Estrup 1894                                                                                         |
| Dalajlama                      | - 1876 Thubten Gjaco 1933 |
| Prezydent Dominikany           | - 1884 Francisco Gregorio Billini 1885 - 1885 Alejandro Woss y Gil 1887                                                            |
| Władca Egiptu                  | - 1879 Taufik Pasza 1892 |
| Premier Egiptu                 | - 1884 Nubar Pasza 1888 |
| Prezydent Ekwadoru             | - 1883 José Plácido Caamaño 1888                                                                                                   |
| Cesarz Etiopii                 | - 1871 Jan IV Kassa 1889 |
| Prezydent Francji              | - 1879 Jules Grévy 1887 |
| Premier Francji                | - 1883 Jules Ferry 1885 - 1885 Henri Brisson 1886                                                                                  |
| Król Grecji                    | - 1863 Jerzy I 1913 |
| Prezydent Gwatemali            | - 1873 Justo Rufino Barrios 1885 - 1885 Alejandro M. Sinibaldi (p.o.) 1885 - 1885 Manuel Lisandro Barillas Bercián 1892            |
| Prezydent Haiti                | - 1879 Lysius Salomon 1888 |
| Król Hawajów                   | - 1874 Kalākaua 1891 |
| Król Hiszpanii                 | - 1874 Alfons XII 1885 |
| Premier Hiszpanii              | - 1884 Antonio Cánovas del Castillo 1885 - 1885 Práxedes Mateo Sagasta 1890                                                        |
| Król Holandii                  | - 1849 Wilhelm III 1890 |
| Premier Holandii               | - 1883 Jan Heemskerk 1888 |
| Prezydent Hondurasu            | - 1883 Luis Bográn Barahona 1891                                                                                                   |
| Szach Iranu                    | - 1848 Naser ad-Din Szah 1896 |
| Król Irlandii                  | - 1837 Wiktoria Hanowerska 1901 |
| Cesarz Japonii                 | - 1867 Mutsuhito 1912 |
| Premier Japonii                | - 1885 Hirobumi Itō 1888 |
| Kalif                          | - 1876 Abdülhamid II 1909 |
| Premier Kanady                 | - 1878 John Macdonald 1891 |
| Emir Kataru                    | - 1878 Kasim ibn Muhammad Al Sani 1913                                                                                             |
| Prezydent Kolumbii             | - 1884 gen. Rafael Núñez 1886 |
| Patriarcha Konstantynopola     | - 1884 Joachim IV 1887 |
| Władca Korei                   | - 1863 Kojong 1907 |
| Prezydent Kostaryki            | - 1882 Próspero Fernández Oreamuno 1885 - 1885 Bernardo Soto Alfaro 1890                                                           |
| Emir Kuwejtu                   | - 1866 Abd Allah II 1892 |
| Prezydent Liberii              | - 1884 Hilary Johnson 1892 |
| Książę Liechtensteinu          | - 1858 Jan II Dobry 1929 |
| Wielki książę Luksemburga      | - 1849 Wilhelm III 1890 |
| Premier Luksemburga            | - 1874 Baron de Blochausen 1885 - 1885 Édouard Thilges 1888                                                                        |
| Sułtan Maroka                  | - 1873 Hassan I 1894 |
| Prezydent Meksyku              | - 1884 Porfirio Díaz 1911 |
| Książę Monako                  | - 1856 Karol III 1889 |
| Król Nepalu                    | - 1881 Prithvi 1911 |
| Premier Nepalu                 | - 1877 Rana Udip Singh Bahadur Rana 1885 - 1885 Bir Shumsher Jang Bahadur Rana 1901                                                |
| Cesarz Niemiec                 | - 1871 Wilhelm I Hohenzollern 1888                                                                                                 |
| Kanclerz Niemiec               | - 1871 Otto von Bismarck 1890 |
| Prezydent Nikaragui            | - 1883 Adán Cárdenas 1887 |
| Król Norwegii                  | - 1872 Oskar II 1905 |
| Premier Nowej Zelandii         | - 1884 Robert Stout 1887 |
| Sułtan Omanu                   | - 1870 Turki ibn Sa’id 1888 |
| Papież                         | - 1878 Leon XIII 1903 |
| Prezydent Paragwaju            | - 1881 gen. Bernardino Caballero 1886                                                                                              |
| Prezydent Peru                 | - 1883 Miguel Iglesias 1886 |
| Król Portugalii                | - 1861 Ludwik 1889 |
| Król Prus                      | - 1861 Wilhelm I 1888 |
| Car Rosji                      | - 1881 Aleksander III 1894 |
| Król Rumunii                   | - 1881 Karol I 1914 |
| Premier Rumunii                | - 1881 Ion Brătianu 1888 |
| Król Saksonii                  | - 1873 Albert I Wettyn 1902 |
| Prezydent Salwadoru            | - 1876 Rafael Zaldívar 1885 - 1885 Fernando Figueroa 1885 - 1885 Francisco Menéndez Valdivieso 1890                                |
| Kapitanowie Regenci San Marino | - 1884 Federico Gozi Antonio Righi 1885 - 1885 Luigi Pasquali Pasquale Busignani 1885 - 1885 Antonio Michetti Marino Nicolini 1886 |
| Król Serbii                    | - 1882 Milan Obrenowić 1889 |
| Prezydent Szwajcarii           | - 1885 Karl Schenk 1885 |
| Król Szwecji                   | - 1872 Oskar II 1907 |
| Premier Szwecji                | - 1884 Robert Themptander 1888 |
| Król Tajlandii                 | - 1868 Chulalongkorn 1910 |
| Król Tonga                     | - 1875 Jerzy Tupou I 1893 |
| Premier Tonga                  | - 1881 Shirley Waldemar Baker 1890                                                                                                 |
| Sułtan Turków                  | - 1876 Abdülhamid II 1909 |
| Prezydent Urugwaju             | - 1882 Máximo Santos 1886 |
| Prezydent USA                  | - 1881 Chester Arthur 1885 - 1885 Grover Cleveland 1889                                                                            |
| Prezydent Wenezueli            | - 1884 Joaquín Crespo 1886 |
| Król Węgier                    | - 1848 Franciszek Józef I 1916 |
| Premier Węgier                 | - 1875 Kálmán Tisza 1890 |
| Monarcha Wielkiej Brytanii     | - 1837 Wiktoria 1901 |
| Premier Wielkiej Brytanii      | - 1880 William Ewart Gladstone 1885 - 1885 Robert Gascoyne-Cecil 1886                                                              |
| Król Włoch                     | - 1878 Humbert I 1900 |

Rok 1885 / MDCCCLXXXV
stulecia: XVIII wiek ~
XIX wiek ~
XX wiek

dziesięciolecia:
1850–1859 •
1860–1869 •
1870–1879 •
1880–1889
• 1890–1899
• 1900–1909
• 1910–1919

lata: 1875 «
1880 «
1881 «
1882 «
1883 «
1884 «
1885
» 1886
» 1887
» 1888
» 1889
» 1890
» 1895

## Wydarzenia w Polsce
- 26 stycznia – oddanie do użytku Kolei Iwangorodzko-Dąbrowskiej łączącej Dęblin (pod zaborem rosyjskim Iwanogród) przez Radom, Kielce i Olkusz z Dąbrową Górniczą.
- 19 marca – w tygodniku Wędrowiec ukazał się pierwszy odcinek powieści Placówka Bolesława Prusa.
- 26 marca – władze pruskie wydały nakaz wysiedlenia z terytorium państwa wszystkich Polaków mających obce obywatelstwo. Był to początek tzw. pruskich rugów. Do 1890 roku liczba wysiedlonych przekroczyła 30 000 osób.
- 24 kwietnia – profesor Jan Mikulicz-Radecki przeprowadził w Krakowie pierwszą na świecie operację zszycia pękniętego wrzodu żołądka.
- 1 września – przeprowadzono pierwszą w Poznaniu rozmowę telefoniczną.
- 26 października – Grodzisk Wielkopolski: otwarto progimnazjum, pierwszą w mieście szkołę średnią.
- 9 listopada – powstała Macierz Szkolna dla Księstwa Cieszyńskiego (obecnie Macierz Ziemi Cieszyńskiej).
- Przekształcenie działającego w Łodzi Obywatelskiego Komitetu Pomocy Biednym w Łódzkie Chrześcijańskie Towarzystwo Dobroczynności.

## Wydarzenia na świecie
- 15 stycznia – Amerykanin Wilson Bentley wykonał pierwsze mikroskopowe zdjęcia płatków śniegu.
- 17 stycznia – brytyjskie wojska interwencyjne w Sudanie pokonały mahdystów w bitwie pod Abu-Klea.
- 19 stycznia – zwycięstwo wojsk brytyjskich nad mahdystami w bitwie pod Abu-Kru w Sudanie.
- 26 stycznia – mahdyści zdobyli Chartum.
- 14 lutego – wojna chińsko-francuska: zwycięstwo francuskie w bitwie morskiej pod Shipu.
- 16 lutego – na przedmieściach Petersburga sformowano pierwszą Kadrową Kompanię Aeronautyczną (1 oficer, 2 podoficerów i 20 szeregowych), wyposażoną w balony obserwacyjne.
- 26 lutego:
  - na konferencji w Berlinie europejskie mocarstwa uznały prawa króla Belgów Leopolda II do dorzecza Kongo.
  - założono Uniwersytet Stanowy Arizony w Phoenix.
- 27 lutego – została utworzona Niemiecka Afryka Wschodnia.
- 3 marca – w Nowym Jorku założono przedsiębiorstwo telekomunikacyjne AT&T.
- 4 marca – Grover Cleveland został 22. prezydentem Stanów Zjednoczonych.
- 6 marca – francuski astronom Alphonse Borrelly odkrył planetoidę (246) Asporina.
- 14 marca – niemiecki astronom Robert Luther odkrył planetoidę (247) Eukrate.
- 26 marca – ruszyła masowa produkcja filmów fotograficznych na podłożu papierowym, zamkniętych w kasecie i powleczonych suchym żelem. Dzięki temu fotografowie nie musieli już męczyć się z ciężkimi szklanymi płytkami i dziesiątkami chemikaliów.
- 31 marca – Brytyjczycy ustanowili protektorat nad Beczuaną (ob. Botswana).
- 2 kwietnia – wojna gwatemalsko-salwadorska: armia gwatemalska poniosła klęskę w bitwie pod Chalchuapa, w której zginął prezydent kraju Justo Rufino Barrios.
- 6 kwietnia:
  - Henri Brisson został premierem Francji.
  - Manuel Bercián został prezydentem Gwatemali.
- 17 kwietnia – została ustanowiona flaga buddyjska.
- 20 kwietnia – w Karaczi wyjechały na trasy pierwsze tramwaje parowe.
- 23 kwietnia – holenderska seryjna morderczyni Maria Swanenburg została skazana na dożywotnie pozbawienie wolności.
- 24 kwietnia:
  - Rebelia północno-zachodnia w Kanadzie: zwycięstwo metyskich rebeliantów w bitwie nad Fish Creek.
  - założono angielski klub piłkarski Bury F.C.
- 25 kwietnia – wszedł do służby brytyjski transatlantyk RMS „Etruria”.
- 28 kwietnia – podczas wystawy psów w Nowym Jorku po raz pierwszy zaprezentowano grzywacza chińskiego.
- 19 maja – w Berlinie powstał Związek Kobiet Pracujących, jedyny w Niemczech związek zawodowy kobiet.
- 28 maja – Rebelia północno-zachodnia: zwycięstwo Indian Kri nad wojskiem kanadyjskim w bitwie pod Frenchman’s Butte.
- 3 czerwca – Rebelia północno-zachodnia: zwycięstwo sił kanadyjskich nad zbuntowanymi Metysami w bitwie nad Loon Lake.
- 16 czerwca – założono klub piłkarski Újpest FC.
- 17 czerwca – do Nowego Jorku przybyła w częściach Statua Wolności.
- 6 lipca – pierwsze zastosowanie przez Ludwika Pasteura szczepionki przeciw wściekliźnie.
- 20 sierpnia – Ernst Hartwig z obserwatorium w Tartu zaobserwował supernową S Andromedae w Galaktyce Andromedy. Była to pierwsza supernowa odkryta w innej galaktyce.
- 29 sierpnia – w Niemczech został opatentowany pierwszy motocykl. Jego konstruktorem był Gottlieb Daimler.
- 6 września – wojska Księstwa Bułgarii zajęły Rumelię Wschodnią; nastąpiło zjednoczenie dwóch krajów bułgarskich.
- 24 października – w Wiedniu odbyła się premiera operetki Baron cygański Johanna Straussa (syna).
- 7 listopada – powstała Kolej Transkanadyjska.
- 16 listopada – stracony przez powieszenie został Louis Riel, przywódca buntu kanadyjskich Metysów.
- 25 listopada – utworzono pierwszy kanadyjski Park Narodowy Banff.
- 28 listopada – zwycięstwem Bułgarii zakończyła się wojna serbsko-bułgarska.
- 17 grudnia – Madagaskar został objęty francuskim protektoratem.
- 22 grudnia – Hirobumi Itō został pierwszym premierem Japonii.
- 28 grudnia – założono Hinduski Kongres Narodowy. Współtwórcą partii był Gandhi Mohandas zwany Mahatmą, duchowy przywódca hindusów w walce o niepodległość.
- 30 grudnia – w bitwie pod Gennis w Sudanie brytyjscy żołnierze po raz ostatni walczyli w czerwonych uniformach.

## Urodzili się
- 2 stycznia – Anna Hübler, niemiecka łyżwiarka figurowa (zm. 1976)
- 3 stycznia – Raul Koczalski, polski kompozytor i pianista wirtuoz (zm. 1948)
- 9 stycznia – Otto Falkenberg, norweski żeglarz, medalista olimpijski (zm. 1977)
- 11 stycznia – Alice Paul, amerykańska sufrażystka i aktywistka (zm. 1977)
- 13 stycznia:
  - Hilary Ewert-Krzemieniewski, polski prawnik, burmistrz Gdyni (zm. 1951)
  - Józef Rajmund Medes Ferris, hiszpański działacz Akcji Katolickiej, męczennik, błogosławiony katolicki (zm. 1936)
- 15 stycznia – Czesław Michałowski, polski prawnik, polityk, minister sprawiedliwości (zm. 1941)
- 16 stycznia – Kristian Østervold, norweski żeglarz, medalista olimpijski (zm. 1960)
- 18 stycznia:
  - Józef Straszewski, polski duchowny katolicki, męczennik, błogosławiony (zm. 1942)
  - Ferdynand Szmidla, polski działacz niepodległościowy, społeczny i socjalistyczny (zm. 1961)
- 23 stycznia:
  - Paschalis Torres Lloret, hiszpański działacz Akcji Katolickiej, męczennik, błogosławiony katolicki (zm. 1936)
  - Bolesław Wallek-Walewski, polski kompozytor, dyrygent, pedagog (zm. 1944)
- 27 stycznia:
  - Zygfryd Goldfinger, polski prawnik i działacz komunistyczny żydowskiego pochodzenia (zm. 1964)
  - Bronisław Ziemięcki, polski polityk, samorządowiec, poseł na Sejm RP, minister pracy i opieki społecznej, prezydent Łodzi (zm. 1944)
- 28 stycznia – Władysław Raczkiewicz, prezydent Rzeczypospolitej na uchodźstwie (zm. 1947)
- 7 lutego – Sinclair Lewis, amerykański powieściopisarz, autor opowiadań i dramaturg (zm. 1951)
- 9 lutego – Alban Berg, austriacki kompozytor, przedstawiciel drugiej szkoły wiedeńskiej (zm. 1935)
- 10 lutego – Alice Voinescu, rumuńska pisarka, tłumaczka, filozof i pamiętnikarka (zm. 1961)
- 13 lutego – Bess Truman, amerykańska pierwsza dama (zm. 1982)
- 19 lutego – Witold Świerz, polski lekarz, taternik, narciarz (zm. 1940)
- 20 lutego – Robert Monier, francuski żeglarz, medalista olimpijski (zm. 1944)
- 22 lutego:
  - George Gaidzik, pływak, dwukrotny uczestnik Igrzysk Olimpijskich (zm. 1938)
  - Gyula Komarnicki, węgierski taternik, autor przewodników po Tatrach (zm. 1975)
- 24 lutego:
  - Juliusz Kaden-Bandrowski, prozaik, publicysta (zm. 1944)
  - Stanisław Ignacy Witkiewicz, „Witkacy”, pisarz, malarz, filozof, teoretyk sztuki (zm. 1939)
- 25 lutego:
  - Alicja Battenberg, arystokratka niemiecka (zm. 1969)
  - Józef Kostrzewski, polski archeolog, prowadził m.in. wykopaliska w Biskupinie (zm. 1969)
  - Jan Wang Rui, chiński męczennik, święty katolicki (zm. 1900)
- 1 marca – Gustaf Månsson, szwedzki żeglarz, olimpijczyk (zm. 1976)
- 8 marca – Bert Solomon, brytyjski rugbysta, medalista olimpijski (zm. 1961)
- 9 marca – Tamara Karsawina, rosyjska tancerka (zm. 1978)
- 14 marca – Roman Szczawiński, polski polityk, prawnik, prezydent Radomia (zm. 1942)
- 16 marca – Sydney Chaplin, brytyjski aktor (zm. 1965)
- 17 marca:
  - Aleksander Bojemski, polski inżynier, architekt, profesor Politechniki Warszawskiej (zm. 1944)
  - Ralph Rose, amerykański lekkoatleta, kulomiot, dyskobol i młociarz (zm. 1913)
- 21 marca – Pierre Renoir, francuski aktor (zm. 1952)
- 25 marca – Mateiu Ion Caragiale, rumuński prozaik, poeta (zm. 1936)
- 26 marca – Friedrich Kirchner, niemiecki generał (zm. 1960)
- 30 marca – Jan Turczynowicz, polski prawnik, samorządowiec, prezydent Lublina (zm. 1934)
- 2 kwietnia:
  - Herman Sörgel, niemiecki architekt (zm. 1952)
  - Jekatierina Swanidze, Gruzinka, pierwsza żona Józefa Stalina (zm. 1907)
- 4 kwietnia – Aino Forsten, fińska działaczka komunistyczna (zm. 1937)
- 16 kwietnia – Anna Zborowska, modelka i żona Leopolda Zborowskiego (zm. 1978)
- 17 kwietnia – Karen Blixen, duńska pisarka, autorka Pożegnania z Afryką (zm. 1962)
- 25 kwietnia – Jan Nepomucen Chrzan, polski duchowny katolicki, męczennik, błogosławiony (zm. 1942)
- 26 kwietnia – Carl Einstein, niemiecki pisarz i badacz historii literatury (zm. 1940)
- 29 kwietnia – Egon Erwin Kisch, czeski pisarz, dziennikarz i reporter tworzący w języku niemieckim (zm. 1948)
- 8 maja:
  - Stefan Maleszewski, polski oficer, kawaler Virtuti Militari (zm. ?)
  - Maria Sułkowska, księżna, poetka, autorka pierwszego polskiego tłumaczenia całości sonetów Williama Szekspira (zm. 1943)
- 13 maja:
  - Mikiel Gonzi, maltański duchowny katolicki, arcybiskup Malty (zm. 1984)
  - Nikołaj Kołotiłow, radziecki polityk (zm. 1937)
- 14 maja:
  - Maria Kresencja Bojanc, słoweńska zakonnica, męczennica, błogosławiona katolicka (zm. 1941)
  - Edward P. Carville, amerykański polityk, senator ze stanu Nevada (zm. 1956)
- 20 maja – Fajsal I, król Iraku (zm. 1933)
- 22 maja:
  - Hans Lukaschek, niemiecki urzędnik państwowy, nadburmistrz Zabrza (zm. 1960)
  - Giacomo Matteotti, włoski polityk socjalistyczny (zm. 1924)
- 27 maja – Zbigniew Pronaszko, polski malarz, rzeźbiarz, scenograf, współtwórca teatru Cricot (zm. 1958)
- 9 czerwca:
  - John Edensor Littlewood, matematyk angielski (zm. 1977)
  - Felicjan Sławoj Składkowski, generał brygady Wojska Polskiego, polityk, premier RP w latach 1936–1939, z zawodu lekarz (zm. 1962)
- 10 czerwca – Adolf Panczakiewicz, polski oficer, kawaler Orderu Virtuti Militari (zm. 1958)
  - Ana Štěrba-Böhm, słoweńska chemik, naukowiec (zm. 1936)
- 12 czerwca – Jan Januszewicz, polski oficer (zm. ?)
- 14 czerwca – Alf Jacobsen, norweski żeglarz, medalista olimpijski (zm. 1948)
- 18 czerwca – Jakub Dąbski, polski działacz partyjny, prezydent Dąbrowy Górniczej (zm. 1981)
- 19 czerwca – Adela Pankhurst, brytyjsko-australijska sufrażystka, działaczka komunistyczna i nacjonalistyczna (zm. 1961)
- 20 czerwca – Andrzej Gawroński, polski indolog, językoznawca i poliglota (zm. 1927)
- 21 czerwca – Janusz Jędrzejewicz, polski polityk, premier, członek obozu piłsudczykowskiego (zm. 1951)
- 23 czerwca – Juliusz Osterwa, polski aktor (zm. 1947)
- 24 czerwca – Maria Ewa od Opatrzności (Bogumiła Noiszewska), polska niepokalanka, męczennica, błogosławiona katolicka (zm. 1942)
- 1 lipca – Dorothea Mackellar, australijska poetka (zm. 1968)
- 6 lipca – Aleksy Rżewski, polski działacz socjalistyczny i niepodległościowy, samorządowiec, pierwszy prezydent Łodzi (zm. 1939)
- 11 lipca – Jan Spilka, podpułkownik artylerii Wojska Polskiego, kawaler Orderu Virtuti Militari (zm. 1942)
- 14 lipca – Sisavang Vong, król Laosu (zm. 1959)
- 18 lipca – Antoni Maria Martín Hernández, hiszpański salezjanin, męczennik, błogosławiony katolicki (zm. 1936)
- 19 lipca – Edward Szturm de Sztrem, statystyk i demograf, prezes GUS (zm. 1962)
- 20 lipca – Czesław Szczepański, polski prawnik, prezydent Lublina (zm. 1961)
- 29 lipca – Konstanty Stecki, polski botanik (zm. 1978)
- 1 sierpnia – György von Hevesy, fizykochemik węgierski, laureat Nagrody Nobla (zm. 1966)
- 9 sierpnia – Zygmunt Dyakowski, rotmistrz Wojska Polskiego (zm. 1957)
- 15 sierpnia – Edna Ferber, amerykańska pisarka (zm. 1968)
- 18 sierpnia:
  - Ludwik Konarzewski, polski malarz, rzeźbiarz i pedagog plastyczny (zm. 1954)
  - Roman Kramsztyk, polski malarz żydowskiego pochodzenia (zm. 1942)
- 23 sierpnia – Kazimierz Grus, polski karykaturzysta, rysownik, ilustrator (zm. 1955)
- 24 sierpnia – María del Carmen Moreno Benítez, hiszpańska salezjanka, męczennica, błogosławiona katolicka (zm. 1936)
- 25 sierpnia – Georg Wilhelm Pabst, austriacki reżyser filmowy i scenarzysta (zm. 1967)
- 26 sierpnia – Alfréd Grósz, spiskoniemiecki nauczyciel, historyk i publicysta, taternik i działacz Karpathenverein (zm. 1973)
- 4 września:
  - Wacław Czaczka-Ruciński, działacz niepodległościowy i samorządowy, honorowy burmistrz Solca Kujawskiego (zm. 1945)
  - Wincenty Prennushi, albański biskup katolicki, męczennik, błogosławiony (zm. 1949)
- 5 września – Désiré Defauw, amerykański dyrygent i skrzypek pochodzenia belgijskiego (zm. 1960)
- 9 września – Hans Meulengracht-Madsen, duński żeglarz, medalista olimpijski (zm. 1966)
- 10 września – Berthold Altaner, niemiecki patrolog, duchowny katolicki (zm. 1964)
- 11 września – David Herbert Lawrence, angielski poeta i prozaik (zm. 1930)
- 16 września – Karen Horney, niemiecka psychoanalityk, psychiatra (zm. 1952)
- 17 września:
  - Michalina Chełmońska-Szczepankowska, polska nauczycielka, poetka, tłumaczka (zm. 1953)
  - Franciszek Sonik, polski duchowny katolicki, biskup pomocniczy kielecki (zm. 1957)
- 24 września – Stanisław Porembalski, polski urzędnik, samorządowiec, prezydent Kielc (zm. 1941)
- 25 września – Stanisław Celichowski, polski prawnik, polityk, prezydent Poznania (zm. 1947)
- 27 września:
  - Stanisław Pigoń, historyk literatury polskiej (zm. 1968)
  - Karol Adam Romer, polski hrabia i dyplomata (zm. 1938)
- 6 października – Eugen Ferdinand Hoffmann, niemiecki pisarz (zm. 1971)
- 7 października – Niels Bohr, fizyk duński, laureat Nagrody Nobla w 1922 (zm. 1962)
- 11 października:
  - François Mauriac, pisarz francuski (zm. 1970)
  - Jerzy Nadolski, polski oficer lekarz, kawaler Orderu Virtuti Militari (zm. 1940)
- 14 października – Edward Detkens, polski duchowny katolicki, męczennik, błogosławiony (zm. 1942)
- 23 października – Jan Czochralski, polski chemik, metaloznawca, wynalazca metody otrzymywania monokryształów (zm. 1953)
- 29 października – Nils Lamby, szwedzki żeglarz, medalista olimpijski (zm. 1970)
- 31 października – Karol Radek, działacz Kominternu (zm. 1939)
- 1 listopada – Michał Piaszczyński, polski duchowny katolicki, męczennik, błogosławiony (zm. 1940)
- 2 listopada – Harlow Shapley, amerykański astronom (zm. 1972)
- 8 listopada:
  - Eva Morris, brytyjska superstulatka (zm. 2000)
  - Oskar Ritter von Niedermayer, niemiecki generał major, dyplomata, naukowiec, podróżnik, pisarz, publicysta (zm. 1948)
  - Marcin Rożek, polski rzeźbiarz, malarz (zm. 1944)
- 11 listopada – George Patton, generał wojsk USA podczas drugiej wojny światowej (zm. 1945)
- 12 listopada – Jan Kwapiński, polski polityk, prezydent Łodzi, minister przemysłu i handlu, wicepremier (zm. 1964)
- 17 listopada – Michał Asanka-Japołł, polski literat, publicysta i pedagog (zm. 1953)
- 19 listopada – generał Kazimierz Sosnkowski, żołnierz, członek emigracyjnego rządu polskiego (zm. 1969)
- 25 listopada:
  - Sigurd Juslén, fiński żeglarz, medalista olimpijski (zm. 1954)
  - Stanisław Kielak, polski polityk, wicemarszałek Sejmu (zm. 1940)
- 5 grudnia:
  - Louise Bryant, amerykańska dziennikarka, pisarka (zm. 1936)
  - Kazimierz Bukraba, polski duchowny katolicki, biskup piński (zm. 1946)
  - Andrej Kavuljak, słowacki leśnik i historyk, związany z Orawą (zm. 1952)
- 8 grudnia – Anna Leszczyńska, polska rolniczka, Sprawiedliwa wśród Narodów Świata (zm. 1961)
- 20 grudnia – Adam Chętnik, polski etnograf, muzealnik, działacz społeczny i polityczny (zm. 1967)
- 21 grudnia – Anna Podgórska, polska działaczka oświatowa i niepodległościowa, nauczycielka (zm. 1968)
- 24 grudnia – Aleksander Dulin, polski kompozytor, dyrygent i pedagog, kapitan marynarki, kapelmistrz Orkiestry Reprezentacyjnej Marynarki Wojennej (zm. 1954)
- 26 grudnia – Jarl Hulldén, fiński żeglarz, medalista olimpijski (zm. 1913)

data dzienna nieznana: 
- Maria Qi Yu, chińska męczennica, święta katolicka (zm. 1900)

## Święta ruchome
- Tłusty czwartek: 12 lutego
- Ostatki: 17 lutego
- Popielec: 18 lutego
- Niedziela Palmowa: 29 marca
- Pamiątka śmierci Jezusa Chrystusa: 29 marca
- Wielki Czwartek: 2 kwietnia
- Wielki Piątek: 3 kwietnia
- Wielka Sobota: 4 kwietnia
- Wielkanoc: 5 kwietnia
- Poniedziałek Wielkanocny: 6 kwietnia
- Wniebowstąpienie Pańskie: 14 maja
- Zesłanie Ducha Świętego: 24 maja
- Boże Ciało: 4 czerwca